# Xã Logan, Quận Auglaize, Ohio
Xã Logan (tiếng Anh: Logan Township) là một xã thuộc quận Auglaize, tiểu bang Ohio, Hoa Kỳ. Năm 2010, dân số của xã này là 1.113 người.